# Ornithogalum arabicum
Ornithogalum arabicum är en sparrisväxtart som beskrevs av Carl von Linné. Ornithogalum arabicum ingår i släktet stjärnlökar, och familjen sparrisväxter. Inga underarter finns listade i Catalogue of Life.

## Bildgalleri

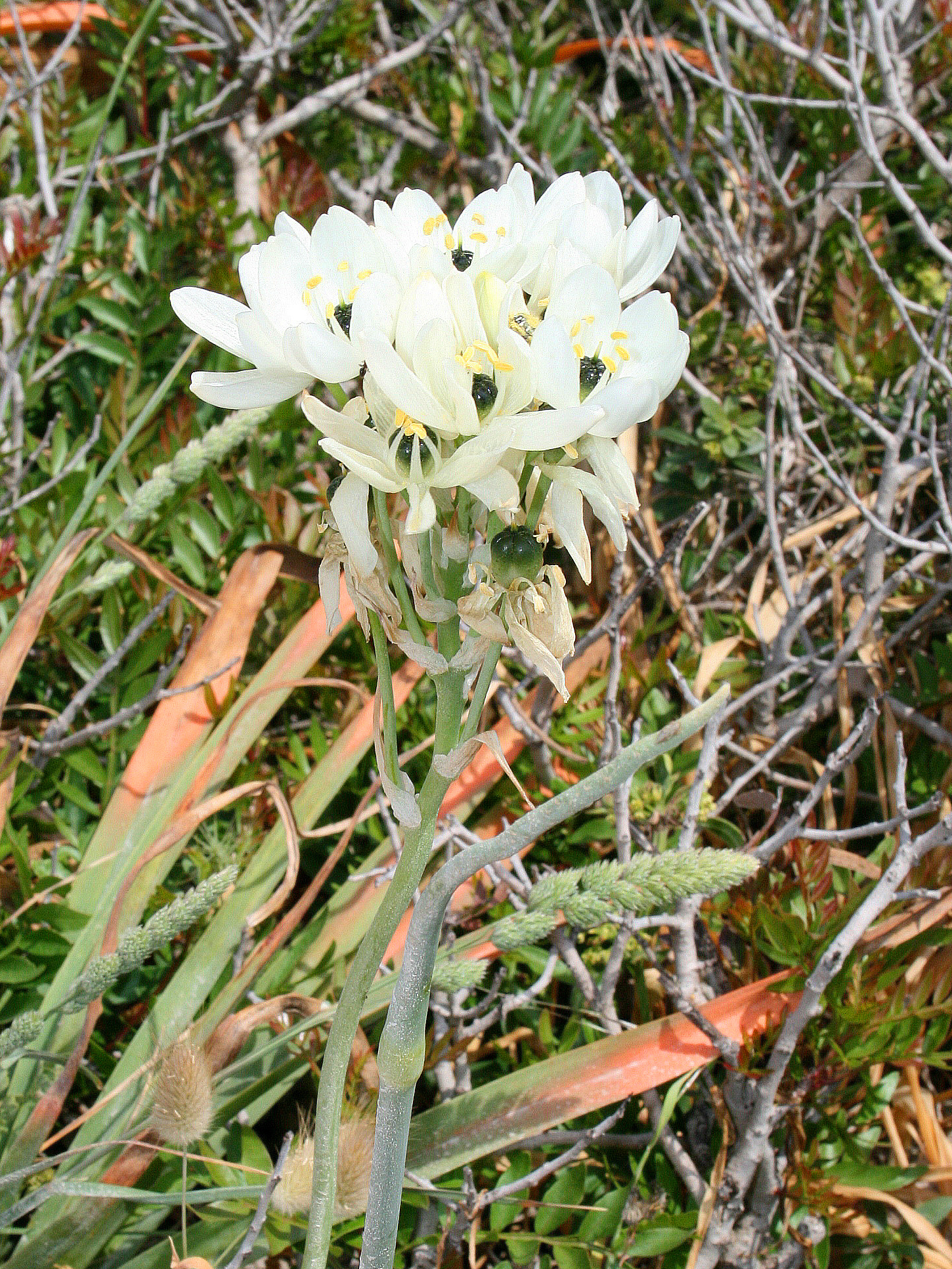
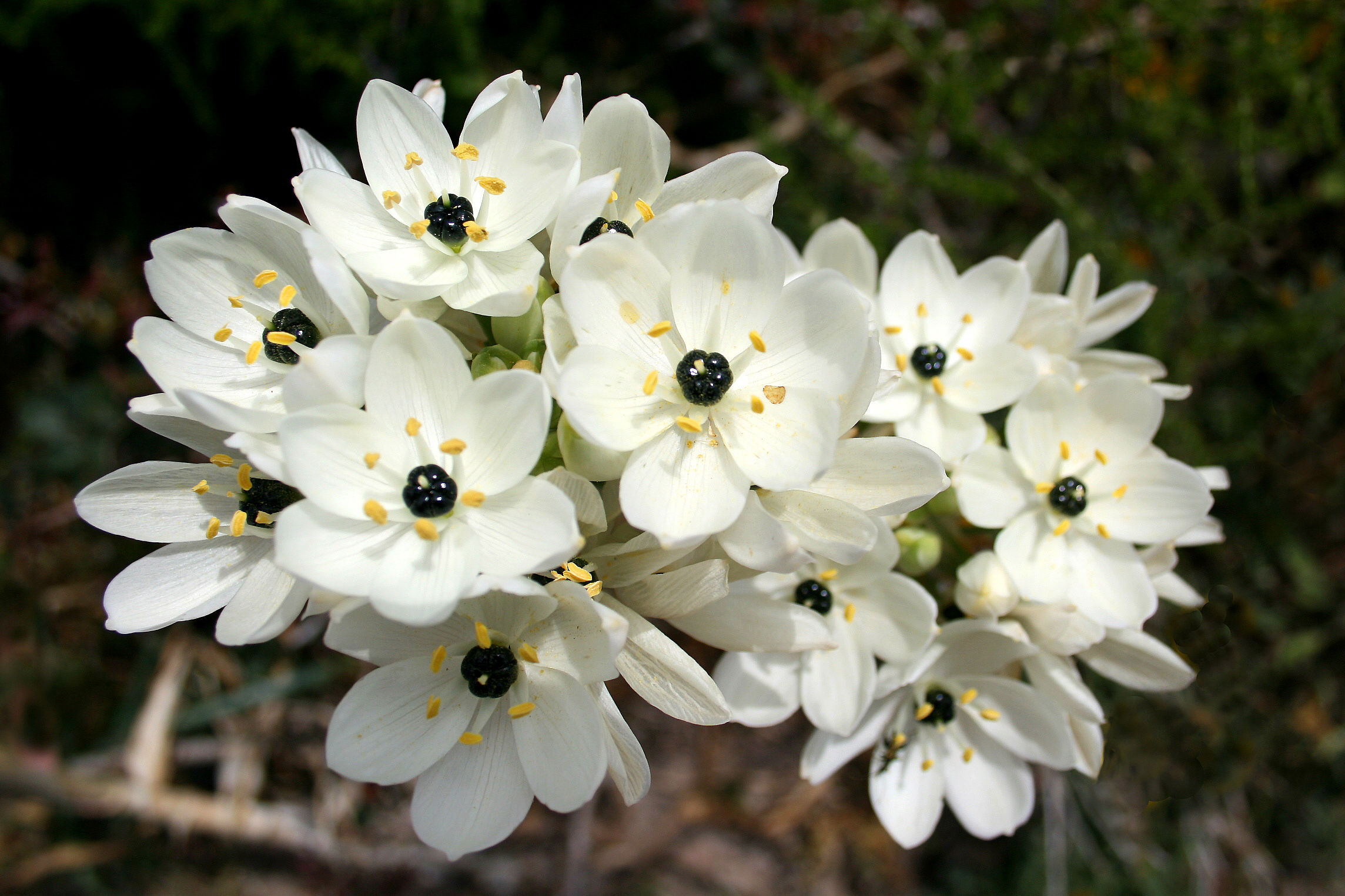
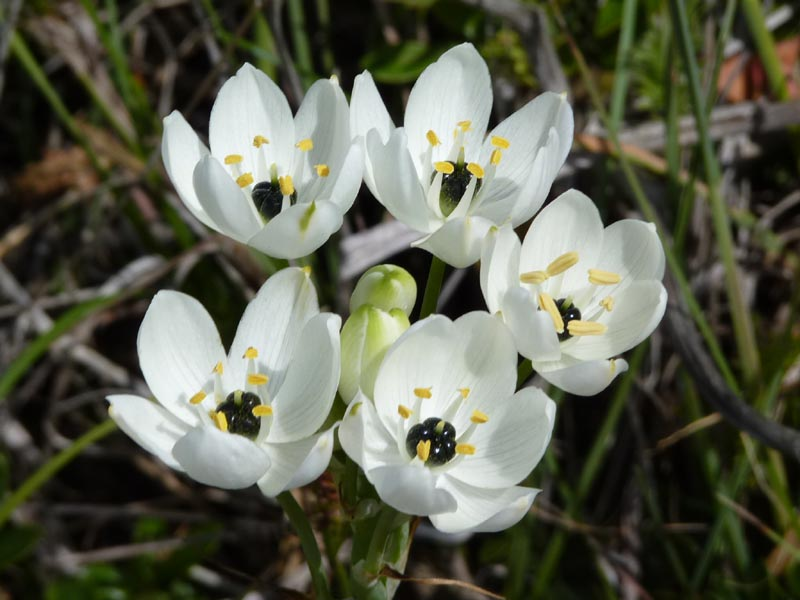
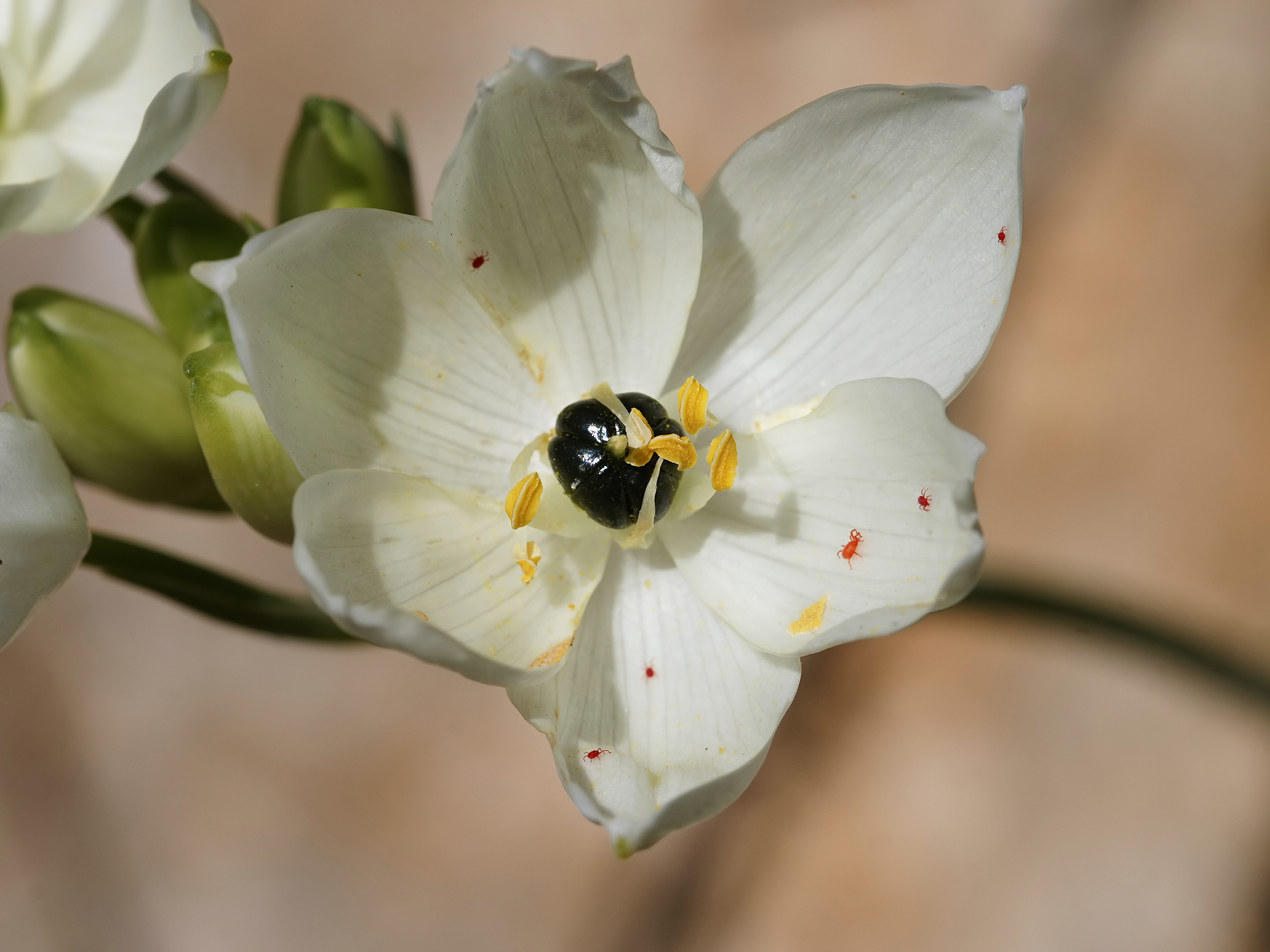
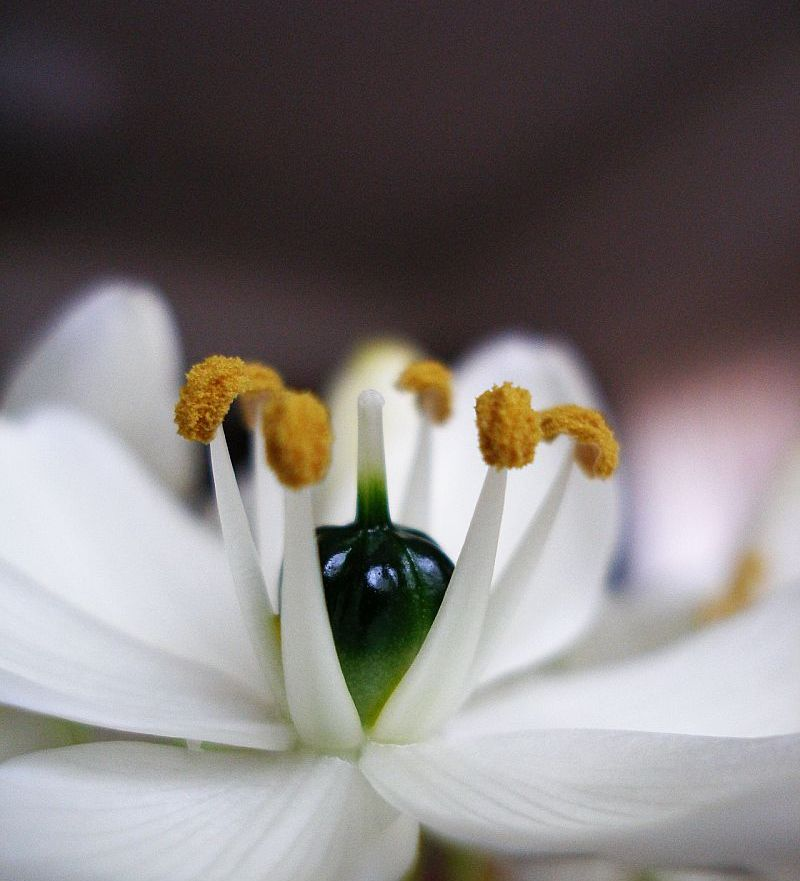
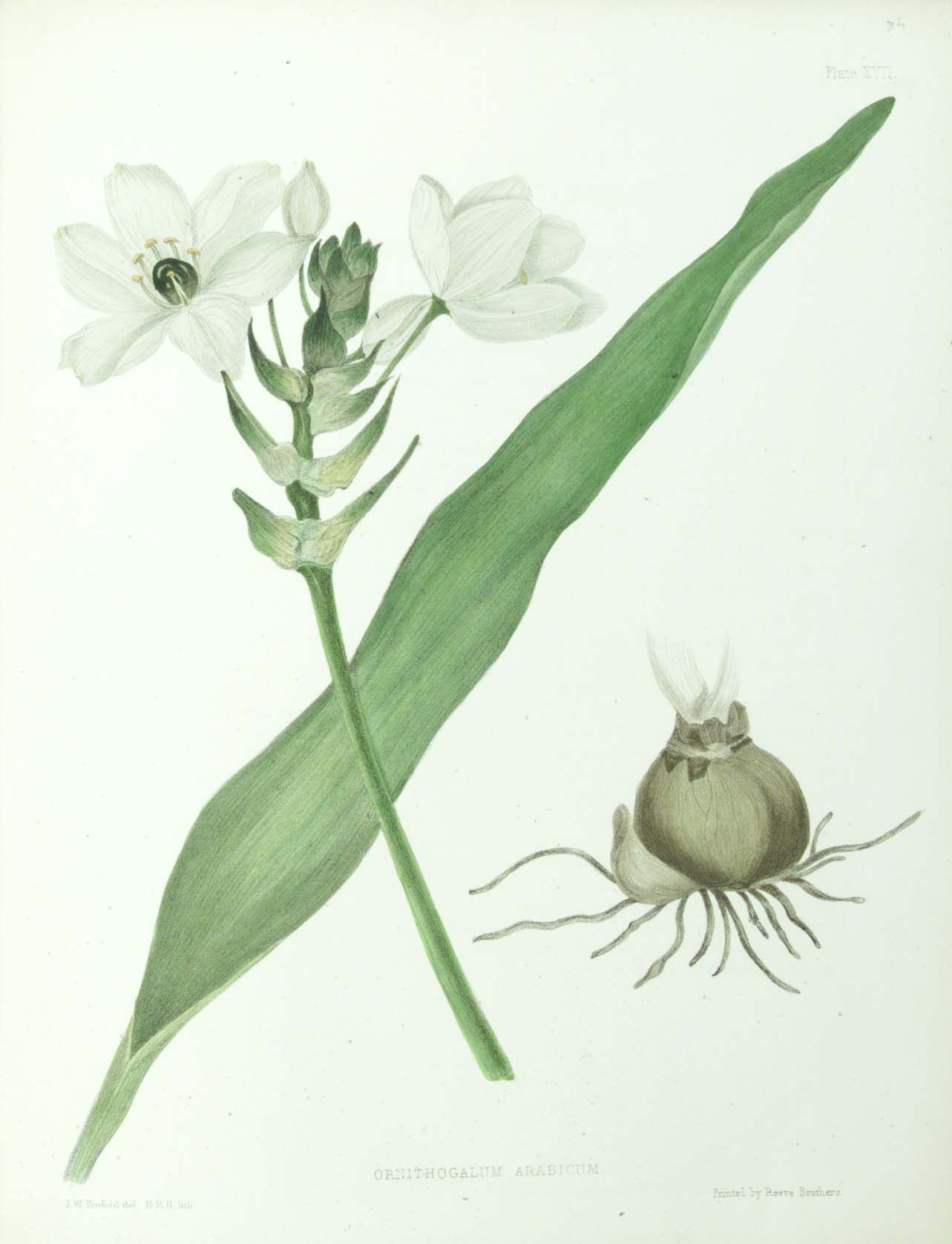